# 쇼시쇼왕
쇼시쇼왕(일본어: 尚思紹王 상사소왕[*]; 1354년 ~ 1421년)은 류큐왕국 제1쇼씨 왕조의 제1대 국왕(재위 기간: 1406년 ~ 1421년)이다. 신호(神號)는 키미시마모노(君志真物)이다.

## 같이 보기
- 류큐국